# Ellis Marsalis
Ellis Louis Marsalis jr. (New Orleans, 14 november 1934 – aldaar, 1 april 2020) was een Amerikaanse jazzpianist en muziekpedagoog.

## Biografie
Marsalis leerde eerst klarinet en speelde in een middelbare-schoolband. Hij stapte pas over naar de piano nadat hij muziekonderwijs had gestudeerd aan de Dillard University, waar hij in 1955 afstudeerde. Hij werkte aanvankelijk met Ed Blackwell en Alvin Batiste en een tijdje met Ornette Coleman in 1956. In 1963 werden de opnamen met de Coltrane-epigoon Nat Perrilliat opgenomen. Na verschillende ervaringen als clubpianist, begeleider van bekende jazzsolisten en in tv-shows in de band van Al Hirt, voltooide hij zijn studie aan de Loyola University. Van 1967 tot 1975 was hij docent Afro-Amerikaanse muziek en improvisatie aan de Xavier University of Louisiana in New Orleans. Hij was toen directeur van het New Orleans Centre for the Creative Arts (NOCCA).
Als muzikant heeft hij samengewerkt met Nat Adderley, Kermit Ruffins' Rebirth Brassband en David 'Fathead' Newman, evenals lokale projecten zoals het American Jazz Quintet en de Heritage Hall Jazz Band. In 1989 creëerde hij het livesessiealbum A Night in Snug Harbor, New Orleans met gastmuzikanten als Nicholas Payton, Tony Dagradi, Rick Margitza, Donald Harrison en Art Blakey, in 1995 samen met zoon Wynton Joe Cool's Blues, gewijd aan de cartoonmuziek van Peanuts en Vince Guaraldi. In 1999 nam hij een soloalbum op met Ellington-interpretaties.
Marsalis is de vader van de beroemde jazzmusici Branford Marsalis, Wynton Marsalis, Delfeayo Marsalis en Jason Marsalis. Hij was ook de leraar van enkele bekende jazzmuzikanten uit de generatie van zijn zonen, namelijk Nicholas Payton, Donald Harrison, Terence Blanchard en anderen. Ter ere van Marsalis werd het Ellis Marsalis Music Center in 2011 geopend. Zijn pianospel werd aanvankelijk beïnvloed door Oscar Peterson en Nat King Cole.

## Discografie
- 1963: The Classic Ellis Marsalis (Boplicity) met Nat Perrilliat, Marshall Smith, James Black
- 1989: A Night at Snug Harbor, New Orleans (Evidence Records) Nicholas Payton, Tony Dagradi, Rick Margitza, Donald Harrison, Bill Huntington, Art Blakey
- 1990: Ellis Marsalis Trio (Blue Note Records) met Robert Hurst en Jeff Watts
- 1993: Whistle Stop (Columbia Records) met Branford en Jason Marsalis, Bob Hurst, Jeff Watts
- 1999: Duke In Blue (Columbia Records) solo